# Biton (mathématicien)
Pour les articles homonymes, voir Biton (homonymie).
Biton est un mathématicien grec du IIIe av.J-C. 
On lui doit un Traité des machines de guerre dédié à Attale Ier Sôter, roi de Pergame, vers l'an 239, av. J.-C, qui a été redécouvert par sa publication dans les Mathematici veteres en 1693. 